# Фрей-Мартинью
Фрей-Мартинью (порт. Frei Martinho) — муниципалитет в Бразилии, входит в штат Параиба. Составная часть мезорегиона Борборема. Входит в экономико-статистический микрорегион Серидо-Ориентал-Параибану. Население составляет 3100 человек на 2006 год. Занимает площадь 244,315 км². Плотность населения — 12,7 чел./км².

## История
Город основан 26 декабря 1961 года. 

## Статистика
- Валовой внутренний продукт на 2003 год составляет 6 597 369,00 реалов (данные: Бразильский институт географии и статистики).
- Валовой внутренний продукт на душу населения на 2003 год составляет 2185,28 реалов (данные: Бразильский институт географии и статистики).
- Индекс развития человеческого потенциала на 2000 год составляет 0,610 (данные: Программа развития ООН).